# نص (اسلام)
نص (انگلیسی: Nass)، نص در لغت به معنای ظهور شیء است و به هر چیزی که ظاهر و روشن باشد نص می‌گویند. مقصود از نص احکام قانونی است.

## نص در اصطلاح درایه
نص در اصطلاح درایه کلامی است صریح و آشکار که احتمال اختلاف و تأویل در آن نباشد و جز یک معنی از آن بر نیاید.

## نص در اصطلاح اصول
در اصطلاح اصول پر آیه ای از قرآن که بر معنی مقصود صریح الدلاله باشد، یا آنکه از میان دو امر متشابه، معین کند که کدام خوب و کدام بد است.

## متکلمانامامی
تئوری «نص» در لسان علمی اندیشمندان امامی با تبیین بحث امامت عامه بر آن شدند که نص، طریق انحصاری تعیین امام است.